# Форвард (компания)

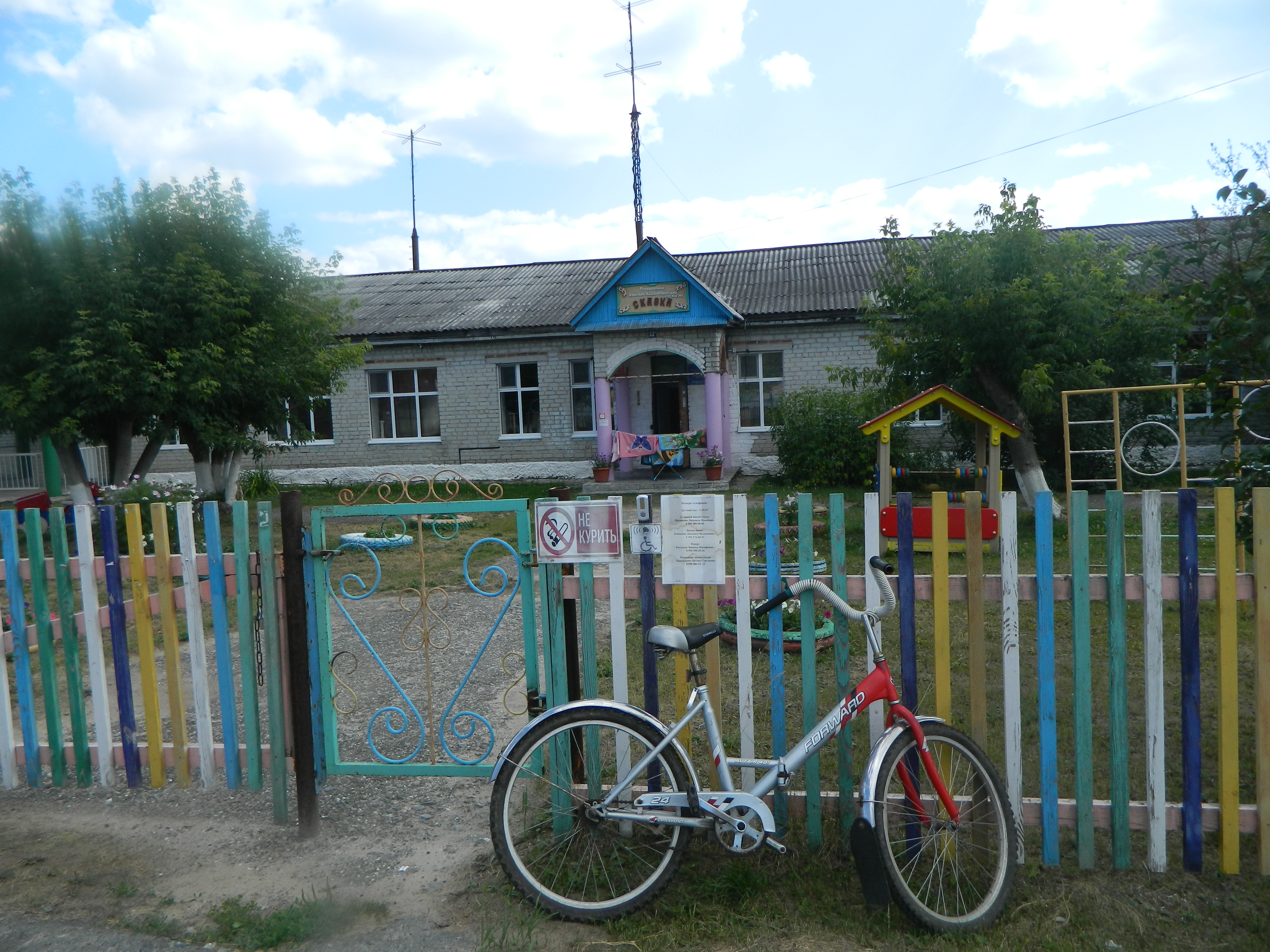
Велосипед Altair 401. с. Крашенинино, Упоровский район, Тюменская область, 2020 год.

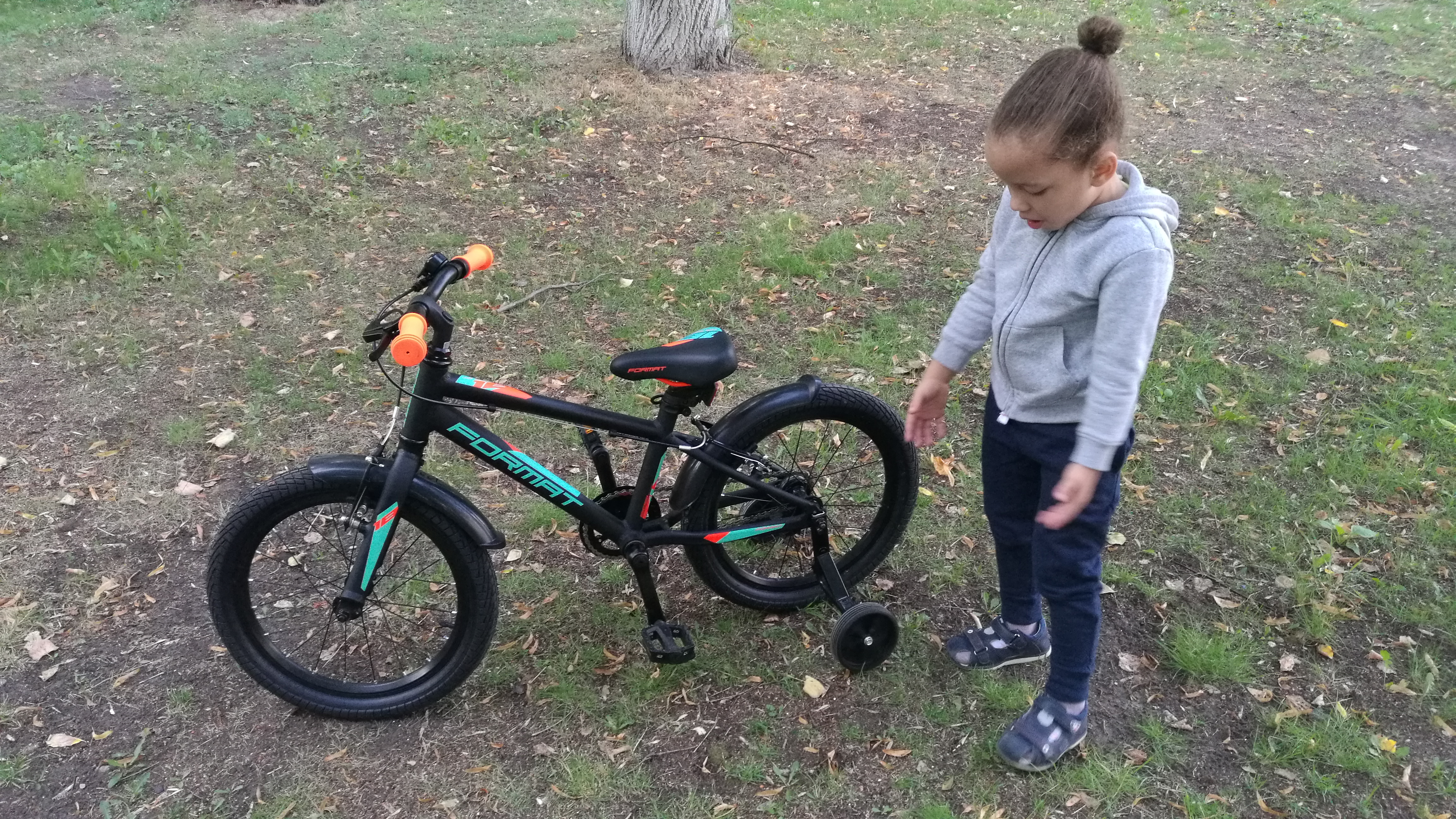
Девочка возле велосипеда Format. Тюмень, 2021 год.

Фо́рвард — российская компания, один из крупнейших в России производитель и поставщик велосипедов (бренды Forward, Format, Altair и Кама), велозапчастей и велоаксессуаров, а также, с 2020 года, электровелосипедов и самокатов (бренд Rrampa). Полное наименование — ООО «Форвард». Компания основана в 1999 году, главный офис и производство расположены в Перми.
Базовым предприятием стал закрытый ныне завод «Велта» — пермское предприятие, ранее известное по велосипедам «Кама» и «Урал».

## История
Компания была основана тремя соучредителями Александром Игнатьевым, Максимом Ужеговым и Алексеем Шурыгиным в 1999 году как общество с ограниченной ответственностью «Стефи-Вело», при этом должность генерального директора занял Игнатьев. По словам Ужегова, все три учредителя были не просто финансовыми инвесторами, но и единомышленниками: «Совместно мы вырабатывали стратегию, уникальный путь развития российского производителя велосипедов. Мы болели велоспортом, болели велосипедами, болели тем, чем мы занимались. Для нас это не просто бизнес. Мы видели развитие нашей компании в развитии индустрии велоспорта и в стране в целом. Мы видели развитие нашей компании в изменении менталитета российской велосипедной культуры, её обогащении».
Первое время «Стефи-Вело» занималось импортированием в Россию велосипедов китайского и тайваньского происхождения, а также дистрибуцией крупнейшего советского производителя ОАО «Велта» (в прошлом Пермский велосипедный завод), выпускавшего в год свыше 1,5 млн велосипедов (бренды «Кама», «Урал», «Парма» и др.). В 2001 году «Велта» столкнулась с серьёзными финансовыми трудностями, прошла через процедуру банкротства и перестала существовать, а её клиентская база досталась «Стефи-Вело».
С целью повышения рентабельности в 2003 году компания отказалась от импорта готовой продукции и наладила собственную сборку велосипедов из комплектующих, заказываемых преимущественно в Юго-Восточной Азии. Игнатьев отмечал, что «комплектующие завозить выгоднее, чем готовую продукцию, поскольку пошлины на них 10 %, а на собранные велосипеды — 20 %». По его словам, в организацию производственных цехов было инвестировано около 1,5 млн долларов, это позволило выпускать до 300 тыс. велосипедов в год. Конструирование новых моделей проходило под руководством известного пермского спортсмена Сергея Ижболдина, чемпиона России и СССР по шоссейному и трековому велоспорту, мастера спорта международного класса, занимавшего тогда пост вице-президента Пермской краевой федерации велоспорта — он стал техническим директором предприятия. В результате в 2004 году под торговой маркой Forward в продажу поступили первые велосипеды собственной сборки.
Изначально в модельный ряд входили в основном дешёвые стальные дорожные и горные велосипеды широкого потребления, а рынком сбыта были исключительно территории Урала, Сибири и Дальнего Востока. По данным маркетолога компании Дарьи Нечаевой, в 2005 году фирма произвела и продала около 450 тыс. велосипедов в ценовом диапазоне до 2,5 тыс. рублей, а численность рабочих на заводе поднялась до 350 человек. Со временем предприятие осваивало новые технологии, приобретало оборудование для производства более дорогих алюминиевых и карбоновых рам, в ассортименте появились модели для экстремального велоспорта класса «премиум». В 2006 и 2007 годах объём производства составил 500 и 600 тыс. штук соответственно.
14 сентября 2008 года гендиректор Александр Игнатьев и руководитель отдела IBD Сергей Ижболдин, возвращаясь с прошедшей в Германии международной выставки Eurobike, погибли в авиакатастрофе. С этого момента должность генерального директора занял Максим Ужегов: «Для меня Саша был не только компаньоном, но и другом. Потерю такого человека сложно пережить, но вместе с сотрудниками компании мы решили, что для клиентов и партнёров ничего не изменится». Модельный ряд в этом сезоне пополнился детскими алюминиевыми велосипедами, карбоновыми велосипедами для кросс-кантри и даунхилла, BMX, началось серийное производство триальных рам — в их конструировании принимал участие чемпион России 2004 и 2007 годов по велотриалу Сергей Бандеров. Помимо этого, компания занялась финансированием титульной команды по маунтинбайку Forward-Udmurtia, которая стала выступать на крупных международных соревнованиях, в том числе заняла второе место в гонке L`Hexagonal Tour De France VTT 08. По собственным данным, объём производства в 2008 году дошёл до миллиона штук, тогда как годовая выручка составила примерно 30 млн долларов.
В 2012 году многолетний член сборной России по велокроссу Евгений Печенин, выступающий за команду Forward-Udmurtia, участвовал в летних Олимпийских играх в Лондоне, заняв на велосипеде марки Forward 37-е место среди сильнейших гонщиков мира.
По состоянию на 2020 год, «Форвард» занимает второе место (первое у «Веломоторс») в числе крупнейших российских производителей велосипедов, а также 10 % от общего рынка.
В июне 2020 года «Форвард» был включён в федеральный список системообразующих предприятий.

## Разработка и производство
- Разработка (проектирование и дизайн) новых моделей осуществляется в Перми[14]. Производственные мощности компании: собственное конструкторское бюро, сварочный цех, конвейерная сборка, цех по производству ободьев и колёс[5].
- В 2015 году запущенно собственное производство стальных рам, которые до этого изготавливали в Китае. Объёмы составили значительную часть используемых предприятием стальных рам, оставшуюся же часть, а также алюминиевые рамы, компания продолжила заказывать за рубежом[14].
- В 2019 году компания, первой в России, разработала и начала производство карбоновых рам для велосипедов[5]
- Сборка велосипедов Forward осуществляется на собственном заводе в селе Фролы под Пермью. При этом по крайней мере на коробках детских велосипедов указано, что страна производства Китай.

## Продукция
Компания выпускает велосипеды в трёх сегментах: экономкласс (Altair), средний (Forward) и премиум (Format).
С 2018 года на производстве компании Форвард в Перми организована отвёрточная сборка велосипедов французской фирмы Decathlon.
В 2019 году линейка велосипедов Форвард представлена следующими типами велосипедов: горные (хардтейл) и городские велосипеды для взрослых (мужчин и женщин), детские и подростковые модели, а также спортивные велосипеды для разных дисциплин (MTB, шоссейные, BMX).
В феврале 2023 года, в честь 300-летия Перми, компания возобновила производство обновлённого велосипеда Кама, визуально приближённого к модели выпускавшейся с 1970 по 1990 года.